# Ida Tarjáni Tóth

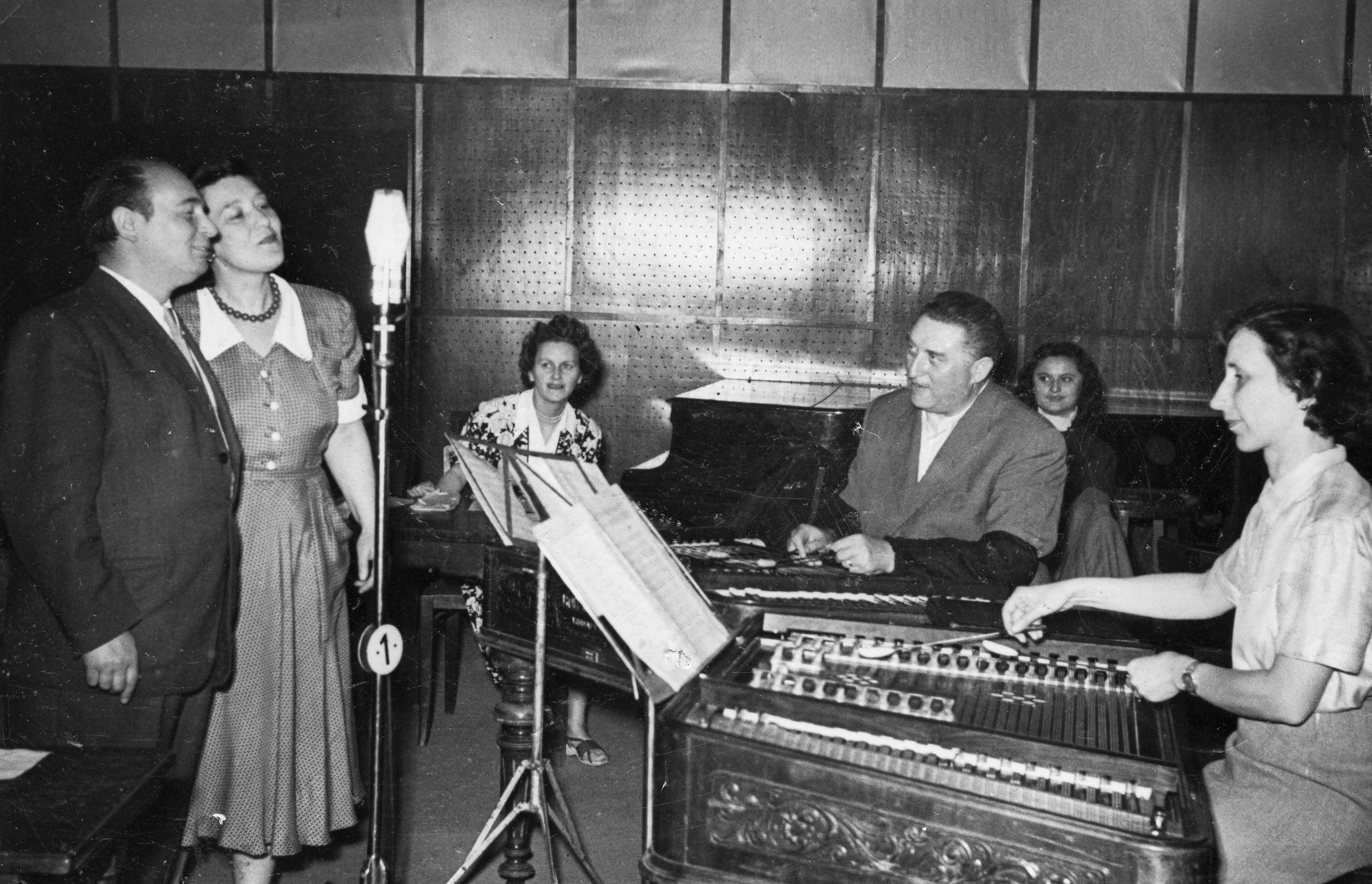
Ida Tarjáni Tóth (rechts) am Cimbalom bei einer Aufnahme des ungarischen Radios (1952)

Ida Tarjáni Tóth (* 16. Mai 1918 in Budapest; † 7. Juni 2000) war eine ungarische Cimbalomspielerin und Hochschullehrerin.

## Leben
Ida Tarjáni Tóth wuchs in einer musikalischen Familie auf. Ihr Vater, von Beruf Lokomotivführer, spielte Cimbalom und Flöte und ihre Mutter hatte sich das Cimbalomspielen selbst beigebracht. Im Alter von vier Jahren begann Ida Tarjáni Tóth mit dem Spielen auf dem Cimbalom, mit sechs Jahren ging sie in die Musikschule in der Maglódi út, wo Janka Fodor, die an der Musikakademie Cimbalom unterrichtete, auf ihr Talent aufmerksam und zu ihrer Förderin wurde. Ihr erstes Konzert gab sie im Alter von acht Jahren in Balatonalmádi, dem kurz darauf ein weiteres in Pécs folgte. Sie studierte von 1928 bis 1936 an der Franz-Liszt-Musikakademie und schloss im letzten Jahr ihr Studium mit dem Diplom ab. Sie bekam Unterricht bei Janka Fodor am Cimbalom, bei Etelka Csuka am Klavier und studierte Musikästhetik und Musikgeschichte bei Géza Molnár, Komposition bei Zoltán Kodály sowie Volksmusik bei Jenő Ádám. Während ihrer Studienzeit gab sie bereits Konzerte im In- und Ausland.
Nach ihrem Studium konzertierte sie und war eine Zeit lang Mitglied des Orchesters von Lili Gyenes. In den Kriegsjahren verdiente sie ihren Lebensunterhalt als Organistin in den Kirchen des Budapester Stadtteils  Rákosfalva und mit Klavier- und Cimbalomunterricht an der Postás-Musikschule. Von 1948 an war sie Mitglied eines neu gegründeten Musikensembles der Armee bis zu dessen Auflösung nach dem Ungarischen Volksaufstand im Jahr 1957. Während dieser Zeit arbeitete sie mit dem Sänger und Flötisten Ferenc Béres zusammen. Danach bekam sie eine Stelle im Orchester der Ungarischen Staatsoper. Zusammen mit József Falka schrieb sie ein zweibändiges Unterrichtswerk für Cimbalom, der erste Band erschien 1958, der zweite 1967. Im Jahr 1965 erhielt sie in Dijon den Rameau-Preis für die Interpretation der Werke französischer Barockkomponisten. Für ein in Frankreich veröffentlichtes Album erhielt sie einen Preis der Akademie Charles Cros. Von 1966 bis zum Ende der 1970er Jahre unterrichtete sie Cimbalom am wieder neu eröffneten Fachbereich an der Franz-Liszt-Musikakademie. Daneben sammelte sie Volksmusik aus der Region Siebenbürgen und transkribierte Werke klassischer Komponisten für das Cimbalom. Zu ihren Schülerinnen zählten unter anderem Márta Fábián, Ágnes Szakály und Viktória Herencsár. Konzertreisen mit dem Cimbalom führten sie in alle fünf Erdteile und es entstanden zahlreiche Aufnahmen für den ungarischen Rundfunk.
Ihr Sohn Tamás Petrovits (1948–2008) war ebenfalls Cimbalomspieler. 

## Werke
- Ida Tarjáni Tóth, József Falka: Cimbalom iskola I. Editio Musica Budapest, Budapest 1958.
- Ida Tarjáni Tóth, József Falka: Cimbalom iskola II. Editio Musica Budapest, Budapest 1967.